# Sútor
Pour les articles homonymes, voir Sutor.
Sútor (hongrois : Szútor) est un village de Slovaquie situé dans la région de Banská Bystrica.

## Histoire
La première mention écrite du village date de 1410.
La localité fut annexée par la Hongrie après le premier arbitrage de Vienne le 2 novembre 1938. En 1938, on comptait 357 habitants dont 2 d'origine juive. Elle faisait partie du district de Rimavská Sobota (hongrois : Rimaszombati járás). Le nom de la localité avant la Seconde Guerre mondiale était Sútor/Szútor. Durant la période 1938 - 1945, le nom hongrois Szútor était d'usage. À la libération, la commune a été réintégrée dans la Tchécoslovaquie reconstituée.

## Démographie

### Évolution de la population
| Année:               | 1994. | 2004.    | 2014.    | 2024.    |
| -------------------- | ----- | -------- | -------- | -------- |
| Nombre de personnes: | 333   | 445      | 555      | 692      |
| Différence:          |       | +33,63 % | +24,71 % | +24,68 % |

| Année:               | 2023. | 2024.   |
| -------------------- | ----- | ------- |
| Nombre de personnes: | 686   | 692     |
| Différence:          |       | +0,87 % |